# Vahlde
Vahlde ist eine Gemeinde im Landkreis Rotenburg (Wümme) in Niedersachsen.

## Geografie

### Geografie
Durch den Ort fließen Fintau und Ruschwede, die sich westlich von Vahlde zur Fintau vereinen. Zur Gemeinde gehören neben dem Hauptort Vahlde auch die Orte Benkeloh und Riepe. Der Ort ist landwirtschaftlich geprägt.

### Gemeindegliederung
Die drei Ortsteile befinden sich in zwei geographisch voneinander getrennten Gebieten. Im südlichen Teil liegen der Hauptort Vahlde und das Dorf Benkeloh. Der Ortsteil Riepe ist eine nördliche davon liegende, durch die Gemeinde Lauenbrück vom restlichen Gemeindegebiet getrennte Exklave.

## Geschichte

### Ortsgeschichte
1180 erfolgt die erste Erwähnung von Vahlde als Valentlo in einer Urkunde des Bischofs von Verden.
Vahlde und die Ortsteile Benkeloh und Riepe waren bis 1940 Teile des Scheeßler Kirchspiels und gehören seitdem zur Kirchengemeinde Fintel.
Bis 1973 hatte der Ort eine Dorfschule.

### Eingemeindungen
Vahlde wurde 1970 durch freiwilligen Zusammenschluss mit vier weiteren Gemeinden Mitglied in der Samtgemeinde Fintel.

## Politik

### Gemeinderat
Der Rat der Gemeinde Vahlde setzt sich aus neun Mitgliedern zusammen. Die Ratsmitglieder werden durch eine Kommunalwahl für jeweils fünf Jahre gewählt.
Bei der Kommunalwahl 2021 ergab sich folgende Sitzverteilung:
| Partei    | Sitze |
| --------- | ----- |
| WG Vahlde | 4     |
| SPD       | 4     |
| Grüne     | 1     |

Stand: Kommunalwahl 12. September 2021

### Wappen
Blasonierung: Das Wappen zeigt die Silhouetten dreier fliegender Vögel in der Farbe Schwarz auf gelbem Grund. Darunter zu sehen sind blaue Bänder, die sich, vom linken und rechten Rand kommend, am unteren Ende des Wappens vereinen.

Bedeutung: Die drei Vögel symbolisieren die drei Ortsteile, die blauen Bänder stellen den Zusammenfluss von Fintau und Ruschwede westlich von Vahlde dar.